# Crotalaria maxillaria
Crotalaria maxillaria är en ärtväxtart som beskrevs av Johann Friedrich Klotzsch. Crotalaria maxillaria ingår i släktet sunnhampor, och familjen ärtväxter. Inga underarter finns listade i Catalogue of Life.